# 多恩斯堡 (紐約州)
多恩斯堡（英語：Doanesburg）是位於美國紐約州帕特南縣的鬼鎮。

## 歷史
多恩斯堡的郵局於1839年設立，其後於1855年停運。

## 地理
多恩斯堡所處的海拔為高於海平面180米（即591英呎），而該地所採用的時區為UTC-5，即北美东部时区（EST）。同時該地設有夏令時間，為UTC-5調快一小時，即UTC-4（EDT）。